# Sadki (województwo kujawsko-pomorskie)
Sadki – wieś w Polsce położona w województwie kujawsko-pomorskim, w powiecie nakielskim, w gminie Sadki.
Wieś królewska Satki starostwa nakielskiego, pod koniec XVI wieku leżała w powiecie nakielskim województwa kaliskiego.

## Podział administracyjny
W latach 1975–1998 miejscowość położona była w województwie bydgoskim. Miejscowość jest siedzibą gminy Sadki.

## Demografia
Według Narodowego Spisu Powszechnego (2011) liczyła 1970 mieszkańców. Jest największą miejscowością gminy Sadki.

## Sport
W Sadkach działa drużyna piłkarska Gminny Ludowy Zespół Sportowy Sadki, grająca (od sezonu 2016/2017) w B klasie, grupa: Bydgoszcz III, mająca także swoją drużynę juniorów starszych.

## Położenie
Odległość drogowa Sadek od sąsiednich ośrodków gminnych wynosi:
- do Kcyni - 24,9 km
- do Łobżenicy - 18,2 km
- do Mroczy - 20,7 km
- do Nakła - 10,2 km
- do Wyrzyska - 14,5 km

## Pomniki przyrody
W 2012 roku ustanowiono pomnikiem przyrody dąb szypułkowy o obwodzie 240 cm rosnący przy ul. Wyzwolenia 18. Pomnikiem przyrody jest także aleja drzew Sadki – Samostrzel.

## Zabytki
We wsi znajduje się barokowy kościół pw. św. Wojciecha. Najstarszym elementem kościoła jest postać ukrzyżowanego Chrystusa, która w świątyni znajduje się od roku 1972, a wcześniej przez 500 lat była w ołtarzu klasztoru w Koronowie.